# Material rodant del metro de Barcelona
El material rodant del metro de Barcelona està format per diferents sèries operades per Ferrocarril Metropolità de Barcelona i Ferrocarrils de la Generalitat de Catalunya.
A 2024, l'assignació del material a cada línia és la següent:
| Línia | Trens                                                     |
| ----- | --------------------------------------------------------- |
|       | S6000 · S8000                                             |
|       | S9000                                                     |
|       | S5000 · S7000                                             |
|       | S2100 · S9000                                             |
|       | S5000                                                     |
|       | UT112 · UT113 · UT114 (només L12 en dies festius) · UT115 |
|       | UT114                                                     |
|       | UT213                                                     |
|       | S500                                                      |

| Motors                    | 6 | 60 | 156 | 56 | 96 | 92 | 228 | 694 |
| Remolcs                   | 0 | 15 | 39  | 14 | 24 | 23 | 57  | 172 |
| Font: Dades bàsiques 2024 |   |    |     |    |    |    |     |     |

| Parc real cotxes         | UT112 | UT113 | UT114 | UT115 | UT213 | Total |
| ------------------------ | ----- | ----- | ----- | ----- | ----- | ----- |
| Unitats                  | 22    | 19    | 5     | 15    | 42    | 103   |
| Font: Memòria anual 2019 |       |       |       |       |       |       |

## Material rodant d'FMB

### Sèrie 500

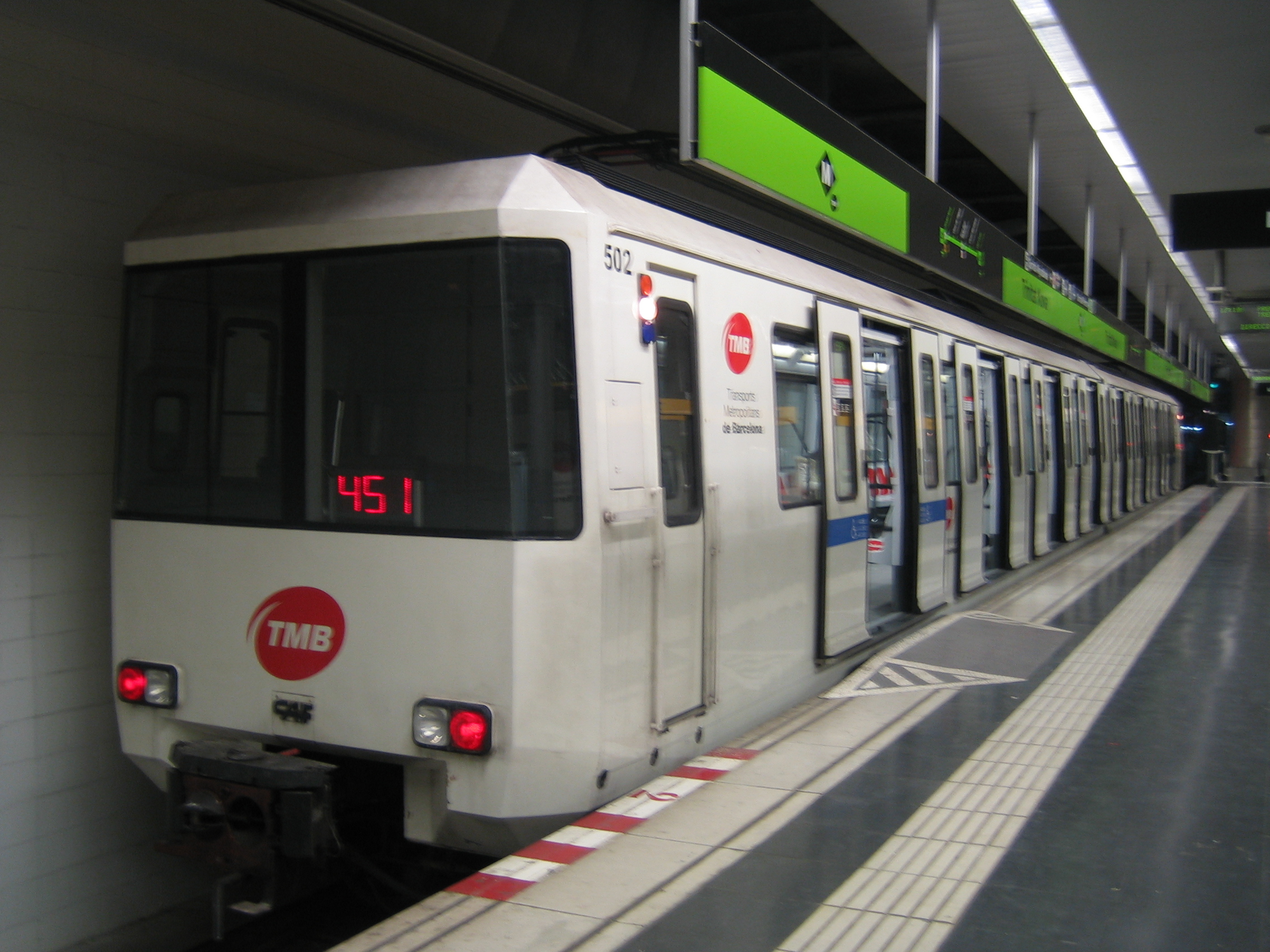
Tren de la sèrie 500 aturat a Trinitat Nova

La sèrie 500 consisteix en una adaptació dels trens de la sèrie 2100 a les característiques de la línia 11. Els dos combois van entrar en servei el 2003, coincidint amb l'obertura de la línia. A diferència dels trens de la sèrie 2100, les unitats estan formats per dos cotxes motors amb cabina (MA1-MA2) i la disposició dels seients és longitudinal. Fins a l'estiu de 2021, els trens circulaven amb conducció manual entre Trinitat Nova i Casa de l'Aigua, i amb conducció automàtica a la resta de la línia.
Des d'aleshores la línia funciona de manera automàtica i opera sense conductor.

### Sèrie 2100

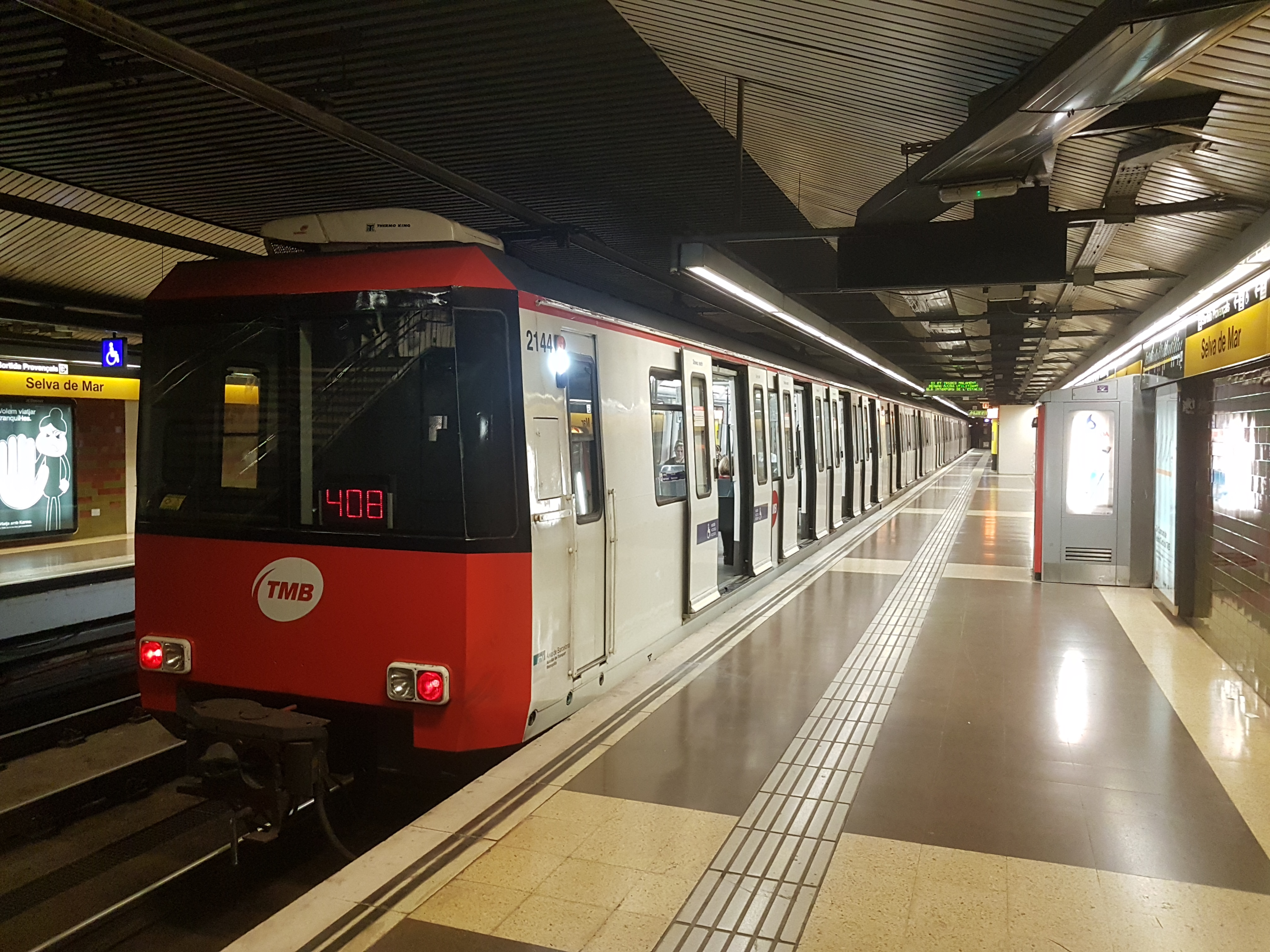
Unitat de la sèrie 2100 a Selva de Mar

La sèrie 2100 va néixer com una extensió del projecte de la sèrie 4000. El projecte també neix a mitjans dels anys 80, amb l'objectiu de dotar de material mòbil a la llavors futura línia 2.
L'any 1995, amb motiu de l'entrada en funcionament del tram Sagrada Família – La Pau, es posen en marxa els trens de la sèrie 2100, formada per 5 cotxes (MA1-MB1-R-MB2-MA2). Les característiques del material mòbil eren semblants a les de les sèries 4000, si bé la principal diferència és que ja incorporaven passadissos d'interconnexió entre cotxes i la disposició de les portes dels cotxes amb cabina era diferent. La principal diferència física respecte la sèrie 2000 era que les noves unitats no incorporaven cap porta al frontal del tren.
A partir del 2007, la línia 2 comença a rebre trens de la sèrie 9000 i de manera provisional també trens de la sèrie 5000. D'aquesta manera, els trens de la sèrie 2100 són transferits cap a la línia 4, on comencen a substituir els trens de la sèrie 1100 juntament amb altres trens de la sèrie 9000.
A finals de 2019 va començar el procés de remodelació de les unitats 2100.

### Sèrie 5000

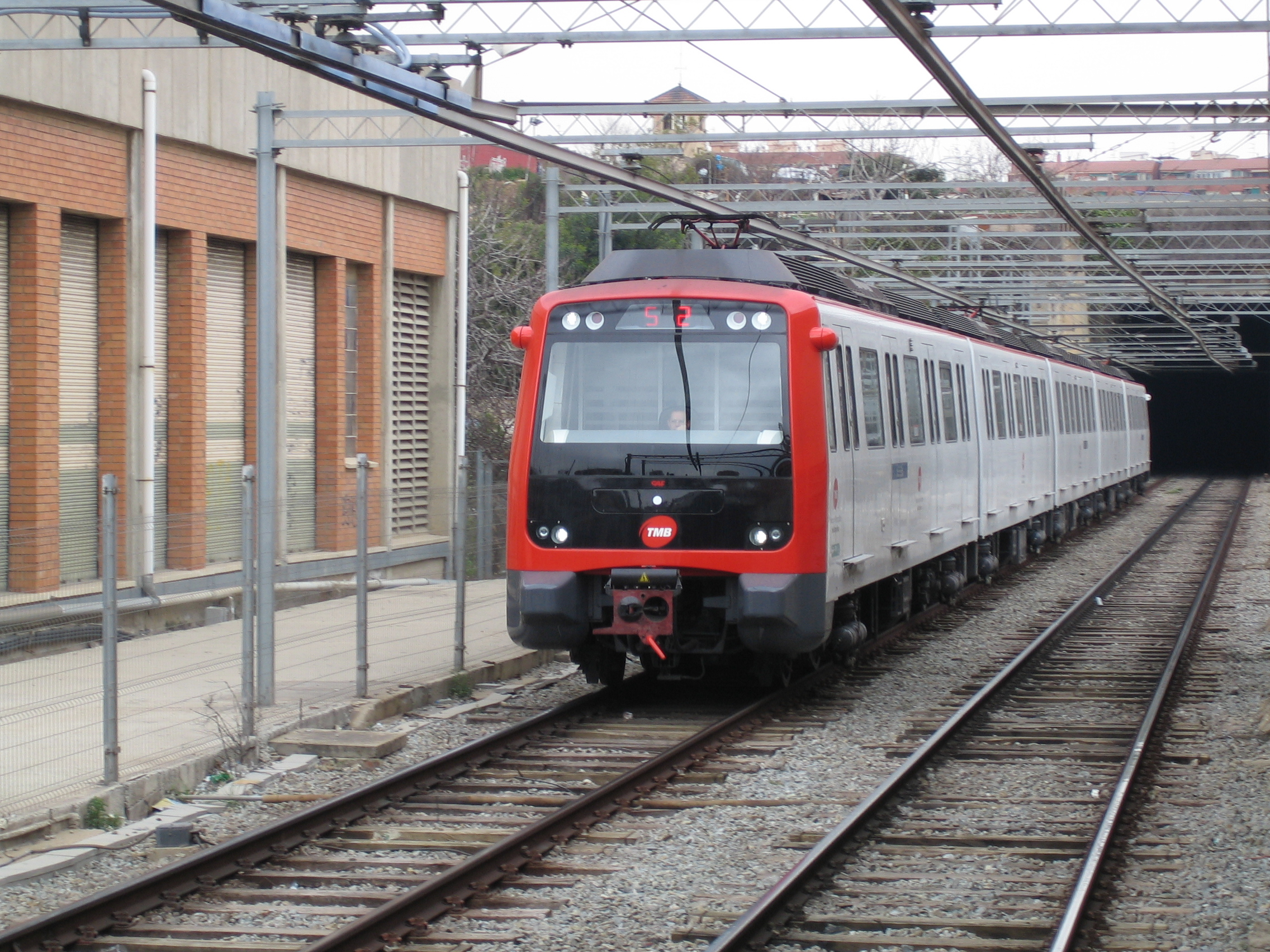
Tren de la sèrie 5000 entrant a Can Boixeres

El material de la sèrie 5000 és d'ample estàndard. Inicialment es va concebre aquest material per substituir tots els trens de la sèrie 1000 a la línia 5 i per poder suplir els perllongaments de la L2 i L3 oberts a la meitat de la dècada del 2000.
Els trens de la sèrie 5000 van ser construits per CAF. Els combois d'ambdues sèries estan formades per composicions de 5 cotxes, 4 dels quals són motors i 1 és remolc. La presa de corrent es fa mitjançant pantògraf. Respecte al material mòbil existent en aquell moment, els trens incorporen 6 monitors a l'interior de cada cotxe, així com càmeres de videovigilància. També són les primeres sèries que tenen disposades totes les portes del tren a la mateixa distància.
Els primers combois de la sèrie 5000 van entrar en servei el 2005. Inicialment els trens es van adjudicar a les línies 2, 3 i 5 de la manera que estava prevista. Pocs mesos després d'entrar en servei a la L2, els trens van ser destinats a la L3, ja que llavors la L2 va rebre els combois de la sèrie 9000, originalment prevists per la línia 9. El 2007 finalitza la substitució de tots els combois de la sèrie 1000 per trens de la sèrie 5000 a la línia 5.
El 2018 es va anunciar la compra d'un lot de 6 trens, 2 dels quals destinats a la L3 i 4 a la L5. El 2020 van entrar en funcionament els trens del nou lot, també construïts per CAF. Aquest nou lot compta amb la porta davantera adaptada per a persones discapacitades, avís d'obertura de portes per a persones cegues i portes de color vermell per a persones daltòniques.

### Sèrie 6000

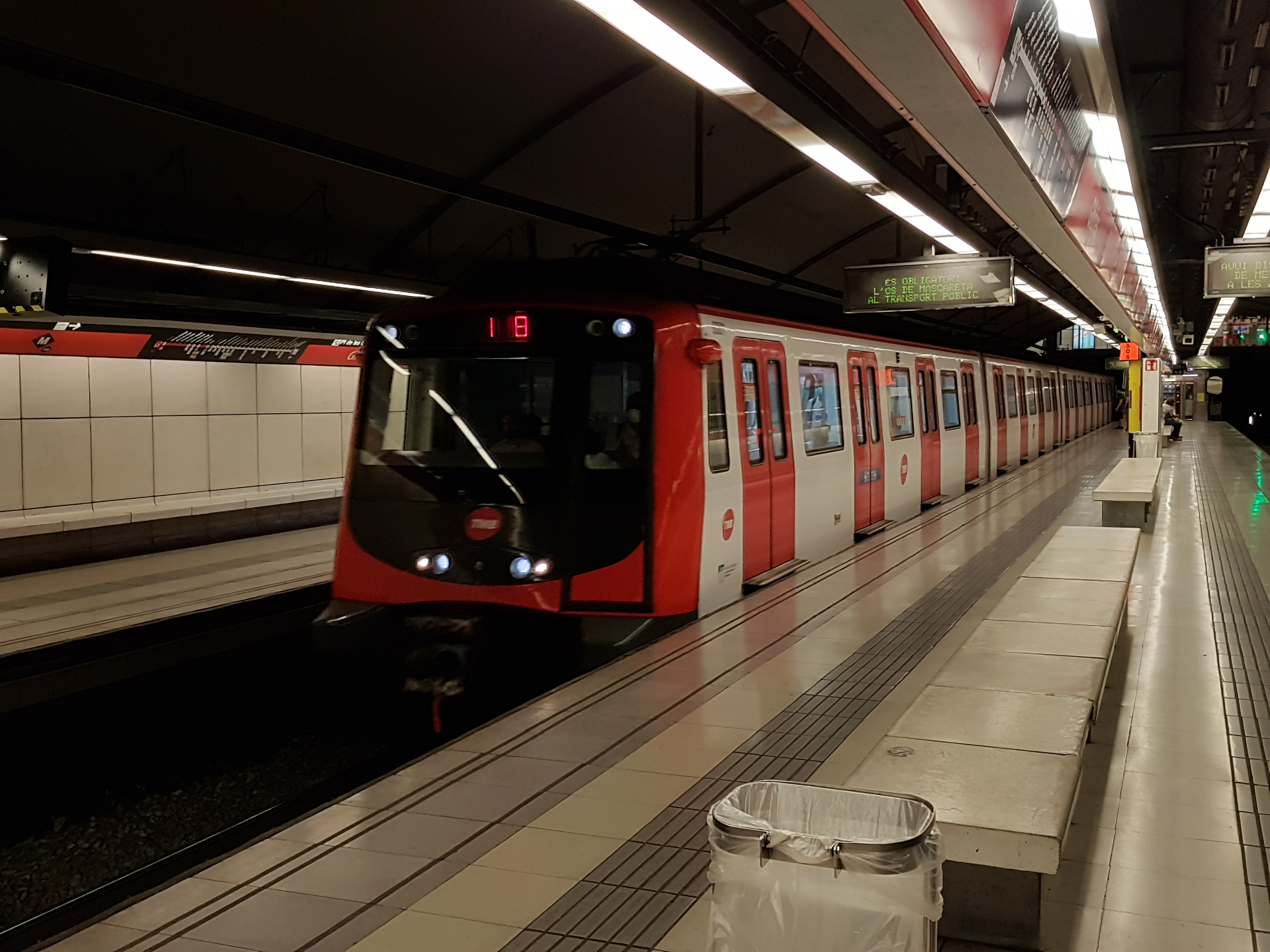
Unitat de la sèrie 6000 fent entrada a Glòries

Els trens de la sèrie 6000 són d'ample ibèric i es van destinar a reforçar el servei de la línia 1. Les característiques dels trens són idèntiques a les de la sèrie 5000, però adaptades a les característiques de la línia 1 (vies i gàlib més amples que a la resta de línies). A més, els trens també disposen d'una porta d'evacuació al frontal i d'uns agafadors a l'interior del tren que no disposen els trens de la sèrie 5000.
L'any 2007 entren en funcionament els trens de la sèrie 6000, construïts per CAF. Aquests trens són rebuts per les vies d'ADIF, i entrades a la línia 1 mitjançant el desviament que existia entre les estacions de Catalunya i Universitat. El 2018 es va licitar la compra de 4 unitats de reforç per poder suplir l'augment de demanda, juntament amb 6 combois més de la sèrie 5000.Actualment aquesta sèrie disposa d'una segona generació reformada, que disposa de: Sistema ATO, aire condicionat més potent, estacionament de cadira de rodes, primera porta com a porta de persones amb algun tipus de discapacitat, avís d'obertura de portes per a les persones cegues, així com portes vinilades de color vermell per a diferenciar-les de la carrosseria blanca i per a persones daltòniques. A diferència de la sèrie 5000, aquest nou lot té obertura automàtica de la porta davantera per facilitar l'entrada a persones discapacitades, a part de ser més silencioses, grinyolar menys als revolts i ser menys contaminants.

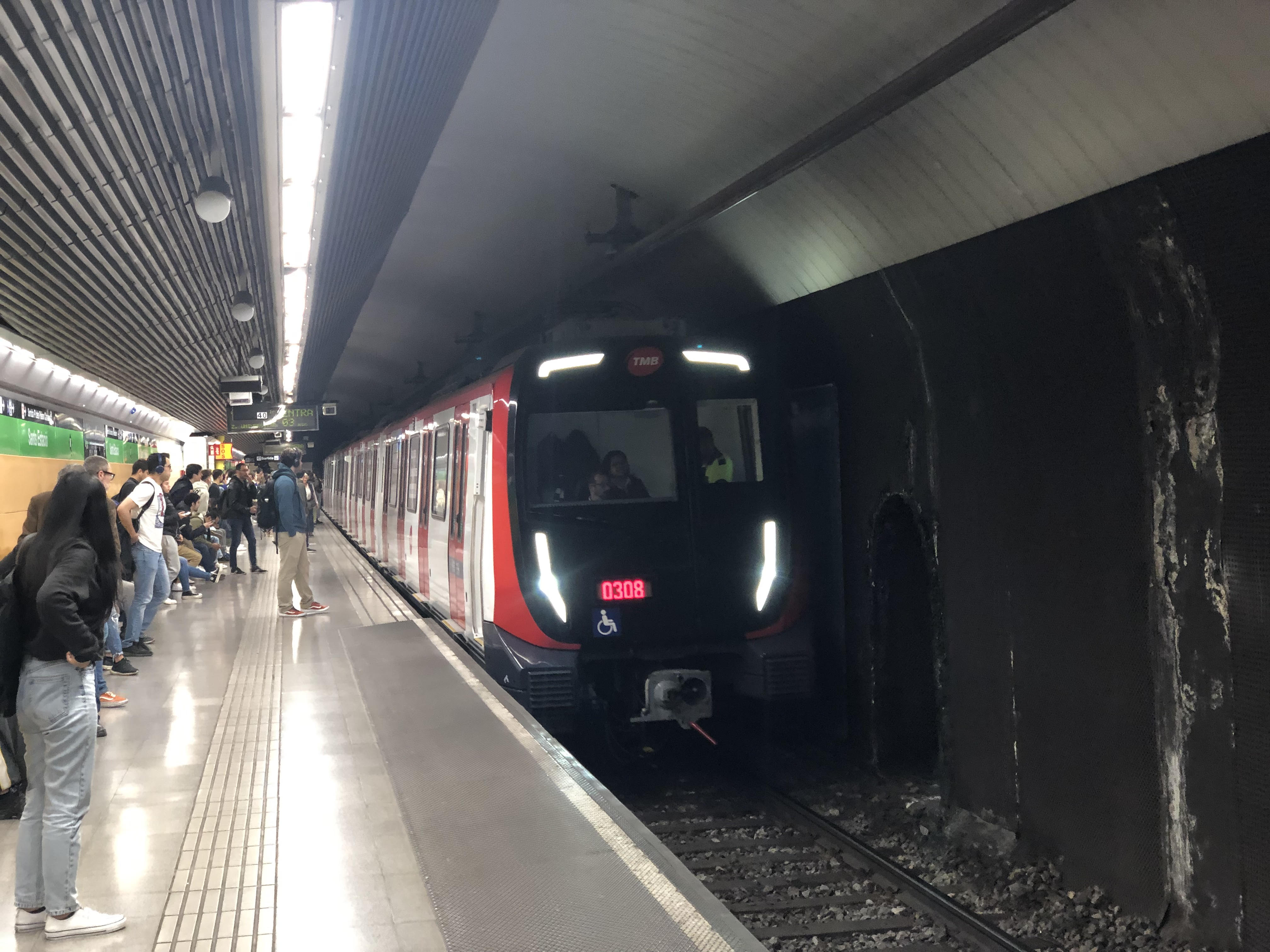
Unitat de la sèrie 7000 entrant a l'estació de Sants Estació de la línia 3

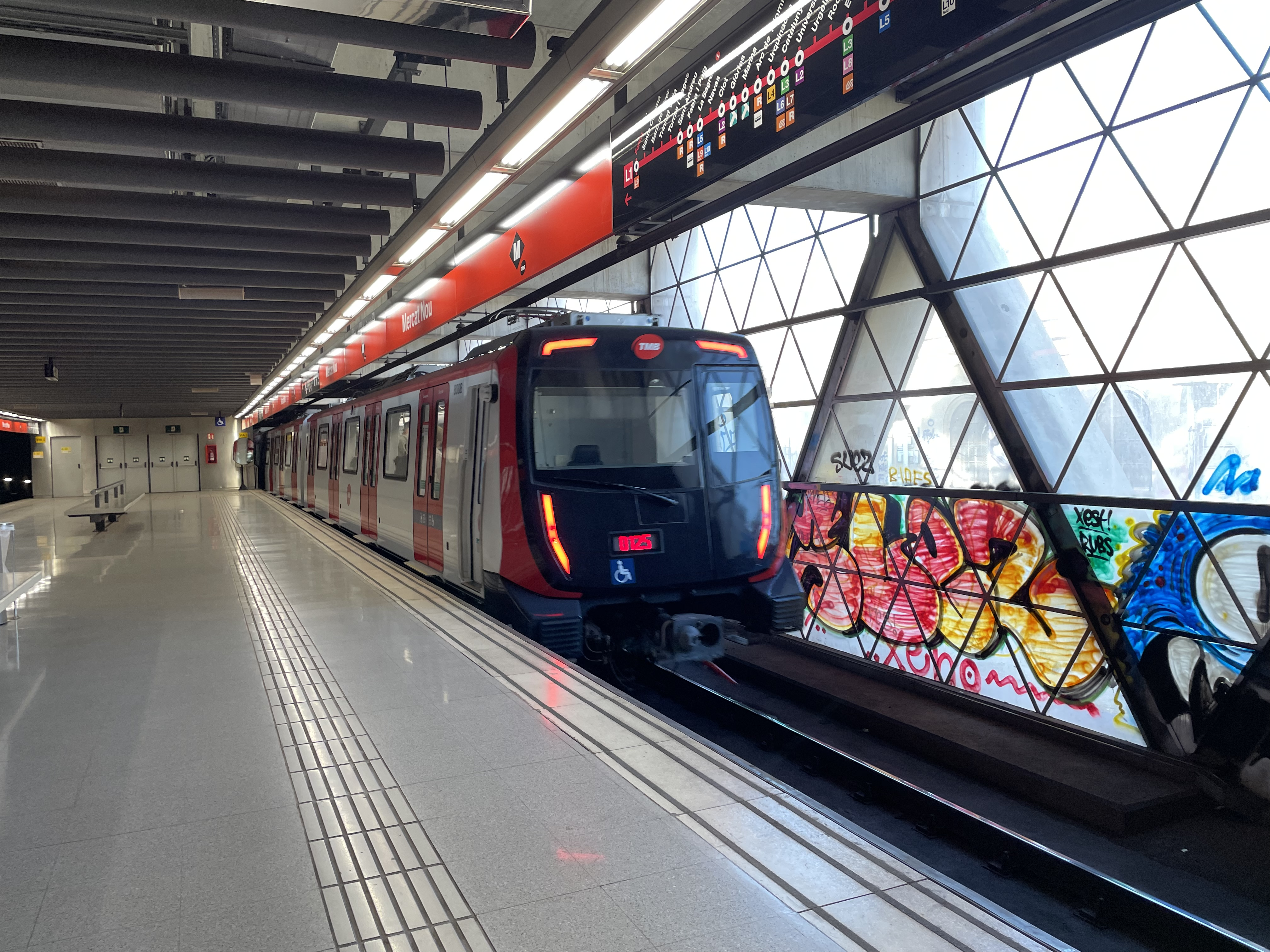
Tren de la sèrie 8000 sortint de Mercat Nou

### Sèries 7000 i 8000
Els trens de les sèries 7000 (ample estàndard) i 8000 (ample ibèric) estaran destinats a les línies L3 i L1, respectivament. La compra d'aquestes unitats ha estat pensada per substituir els trens de les sèrie 4000, ja que per una banda s'ha detectat amiant al 30% de 210 cotxes que formen la 4000. També se substituiran els de la sèrie 2000, que circulen per la línia 3. Actualment ja s'han desamiantades.
Els combois disposen d'il·luminació amb LEDs, un disseny ergonòmic, informació en temps real i ports USB.
El primer comboi de la sèrie 7000 va entrar en servei comercial a la línia 3 el 13 de març de 2023. D'altra banda, el primer de la sèrie 8000, ho va fer al 7 de juliol del 2023 a la línia 1. Cada mes s'aniran afegint al parc mòbil de totes dues línies dos trens nous, i així successivament fins completar-ne la retirada dels de les sèrie 4000.

### Sèrie 9000

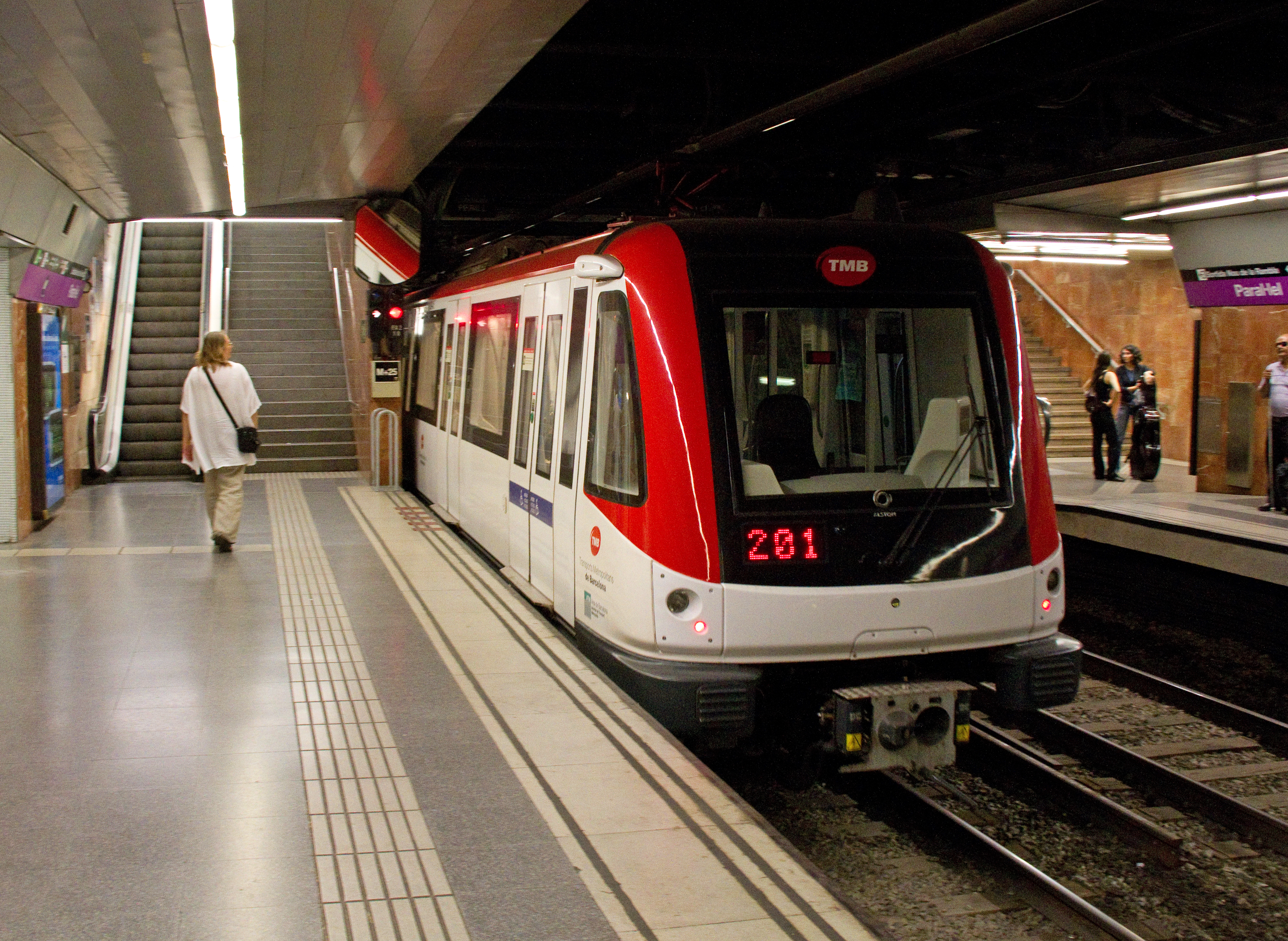
Comboi de la sèrie 9000 fent un servei de la L2 a Paral·lel

Els trens de la sèrie 9000 són d'ample estàndard. Aquesta sèrie originalment va ser concebuda per servir les línies L9 i L10. Actualment també circulen per les línies L2 i L4.
Els combois són part de la família de metros Alstom Metropolis, de l'empresa fabricadora Alstom. Els trens d'aquesta sèrie disposen de les mateixes millores que els trens de les sèries 5000 i 6000. L'aspecte exterior és més aerodinàmic, si bé l'estètica de l'interior és semblant a la dels trens de la sèrie 5000. La principal diferència respecte la resta de sèries del metro de Barcelona és que siguin operats amb ATO GoA 4 (conducció automàtica sense motorista). No obstant, degut als retards en la construcció de la línia 9, es va acabar optant per construir cabines desmuntables per poder destinar provisionalment el material a línies sense conducció automàtica. El frontal del tren és diferent depenent de si el comboi disposa de cabina. Els de les línies 9 i 10 disposen d'una gran porta d'evacuació al frontal, juntament amb una rampa desplegable que està adaptada a persones amb mobilitat reduïda.
L'Autoritat del Transport Metropolità va adjudicar a Alstom la construcció dels combois el mes de desembre del 2002. A causa dels retards en l'avanç de la construcció de la línia 9, va caldre adjudicar els combois a les línies de metro existents. Els primers combois van començar a circular a la L2 l'any 2006. Al 2007 ja s'havien incorporat els 24 combois a la L2. Això va suposar que els combois de les sèries 2100 fossin enviats a la L4, juntament amb més combois nous de la sèrie 9000. Finalment l'adjudicació dels trens de la sèrie 9000 a les línies L2 i L4 va ser amb caràcter permanent. Amb l'obertura dels trams de les línies L9 i L10 a partir del 2009, es van construir nous lots de trens. Aquest nous lots de trens no conten cabina ni conductor (ja que son automátics) i una porta d'evacuació frontal.
El mateix model de tren Alstom Metropolis va ser exportat als metros de Santo Domingo, Lima i a la línia 3 del metro de Guadalajara, a Mèxic.

## Material rodant de FGC

### Sèrie 112

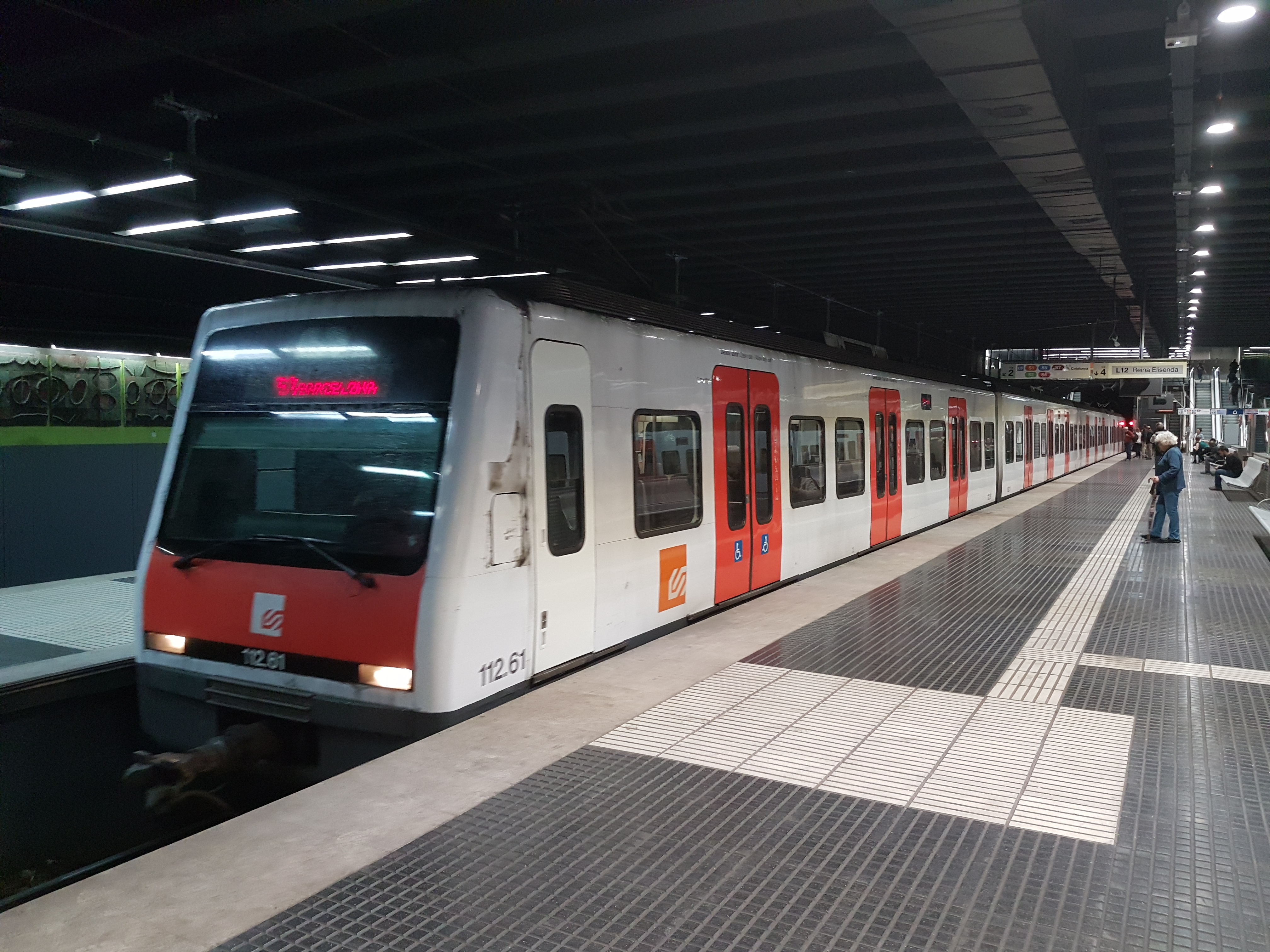
Tren de la sèrie 112 a Sarrià

Unitats de tren de 4 cotxes d'ample de via internacional que van entrar en servei entre 1995 i 2003, amb l'objectiu de substituir els combois de les sèries 300, 400 i 600 de FGC. Actualment, aquesta sèrie està formada per 22 unitats, i donen servei a totes les línies del Metro del Vallès excepte la L7, que només accepta composicions de 3 cotxes. A més, FGC ha emprès uns treballs de revisió i renovació de tots els trens de la sèrie 112. Aquests treballs abordaran tant qüestions tècniques com la renovació de la imatge que ofereixen.

### Sèries 113 i 114

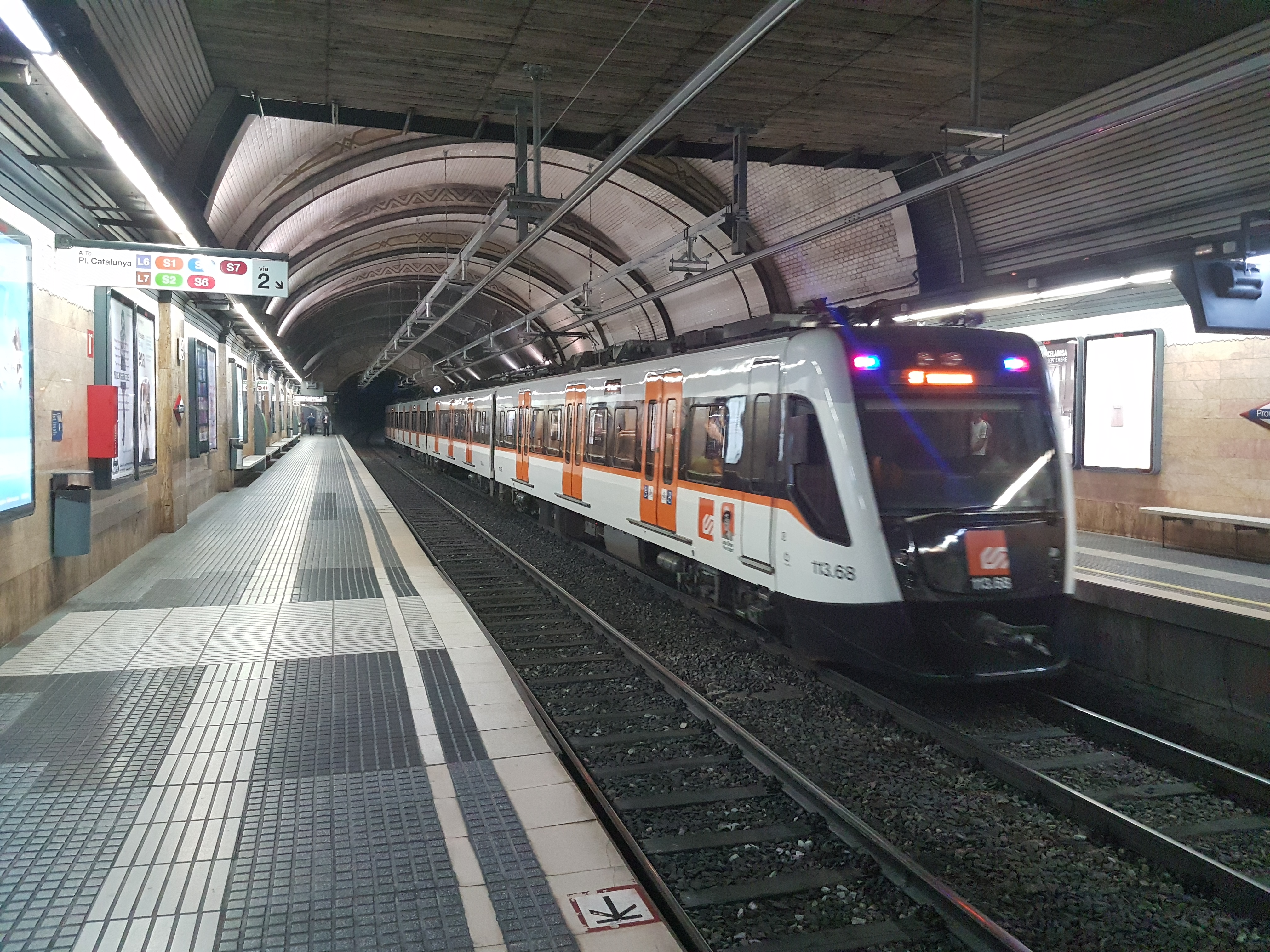
Unitat 113 a l'estació de Provença

Les sèries 113 i 114 circulen a la línia Barcelona-Vallès. Van ser concebudes per substituir la sèrie 111. La principal diferència entre els trens d'ambdues sèries és el nombre de cotxes: les unitats de la sèrie 113 estan formats per 4 cotxes i fan una longitud de 80,5 m, mentre que els de la sèrie 114 tenen 3 cotxes i fan una longitud de 60 m. Els trens de la sèrie 114 circulen exclusivament per la línia L7, ja que les seves andanes fan 60 m de llarg. Els combois de la sèrie 113 estan assignats a la resta de serveis.
Els trens tenen ample de via internacional i la presa de corrent s'efectua mitjançant pantògrafs. Els combois van ser construïts per Alstom i CAF. La sèrie 113 va ser lliurada entre 2013 i 2014. La sèrie 114 va entrar en funcionament entre 2014 i 2015. El parc està format per 19 unitats de la sèrie 113 i 5 de la 114.

### Sèrie 115

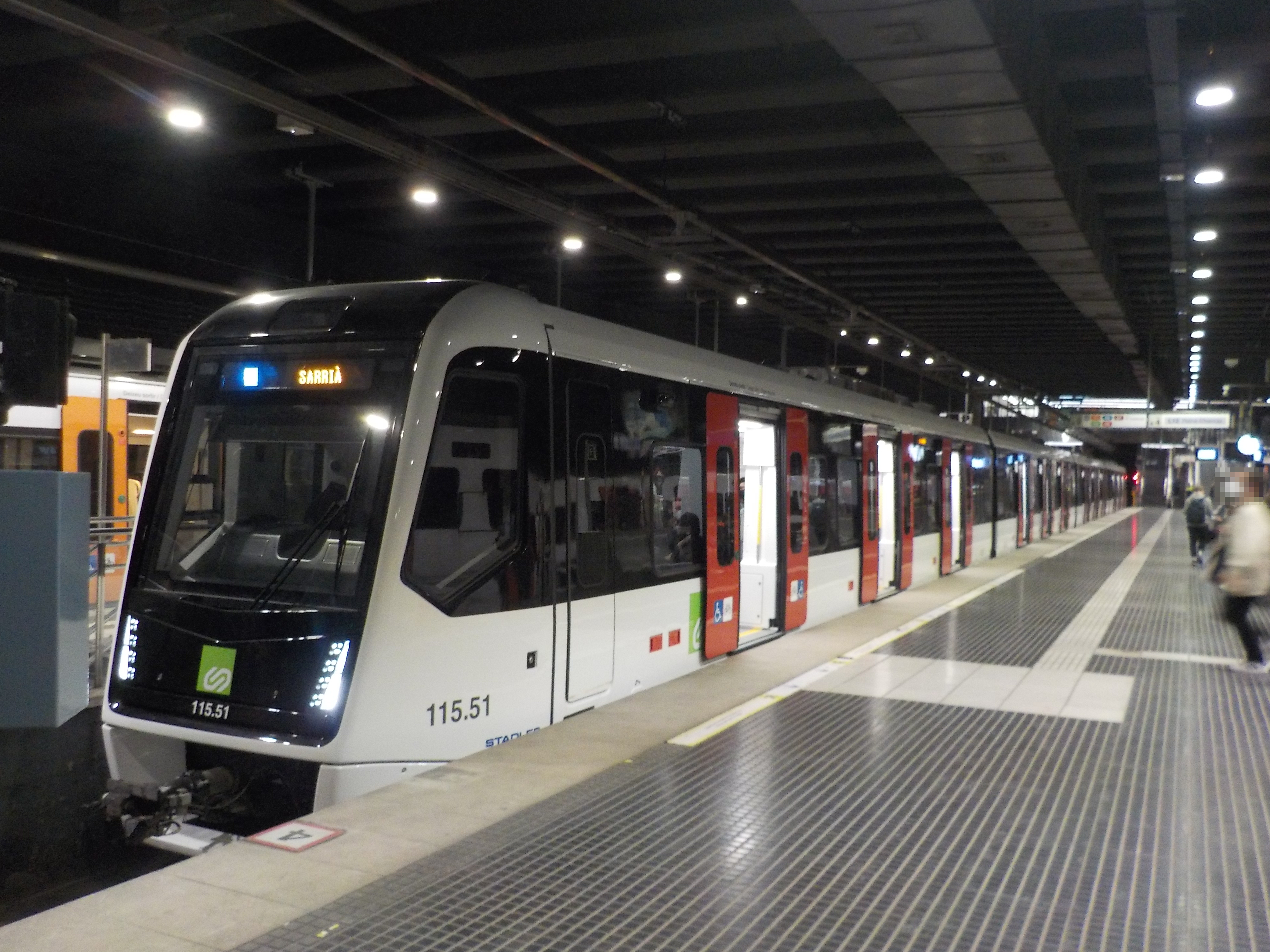
Unitat 115.01 a Sarrià en un servei de la línia L6.

La sèrie 115 de FGC està formada per 15 unitats de tren elèctriques de 4 cotxes cadascuna d'ample ferroviari estàndard per als serveis de la línia Barcelona-Vallès. Els trens es van comprar amb la idea d'incrementar les freqüències de pas dels trens suburbans a Terrassa i Sabadell, arribant als 12 trens per hora, sentit i ramal en hores punta. Aquests trens, en ser de 4 cotxes, no poden circular per la línia 7. Els primers trens van arribar l'abril del 2021 i es van posar en servei el març de l'any següent. Són trens totalment accessibles i amb capacitat per a 775 persones. Es tracta dels primers trens de la línia fabricats per Stadler Rail.

### Sèrie 213

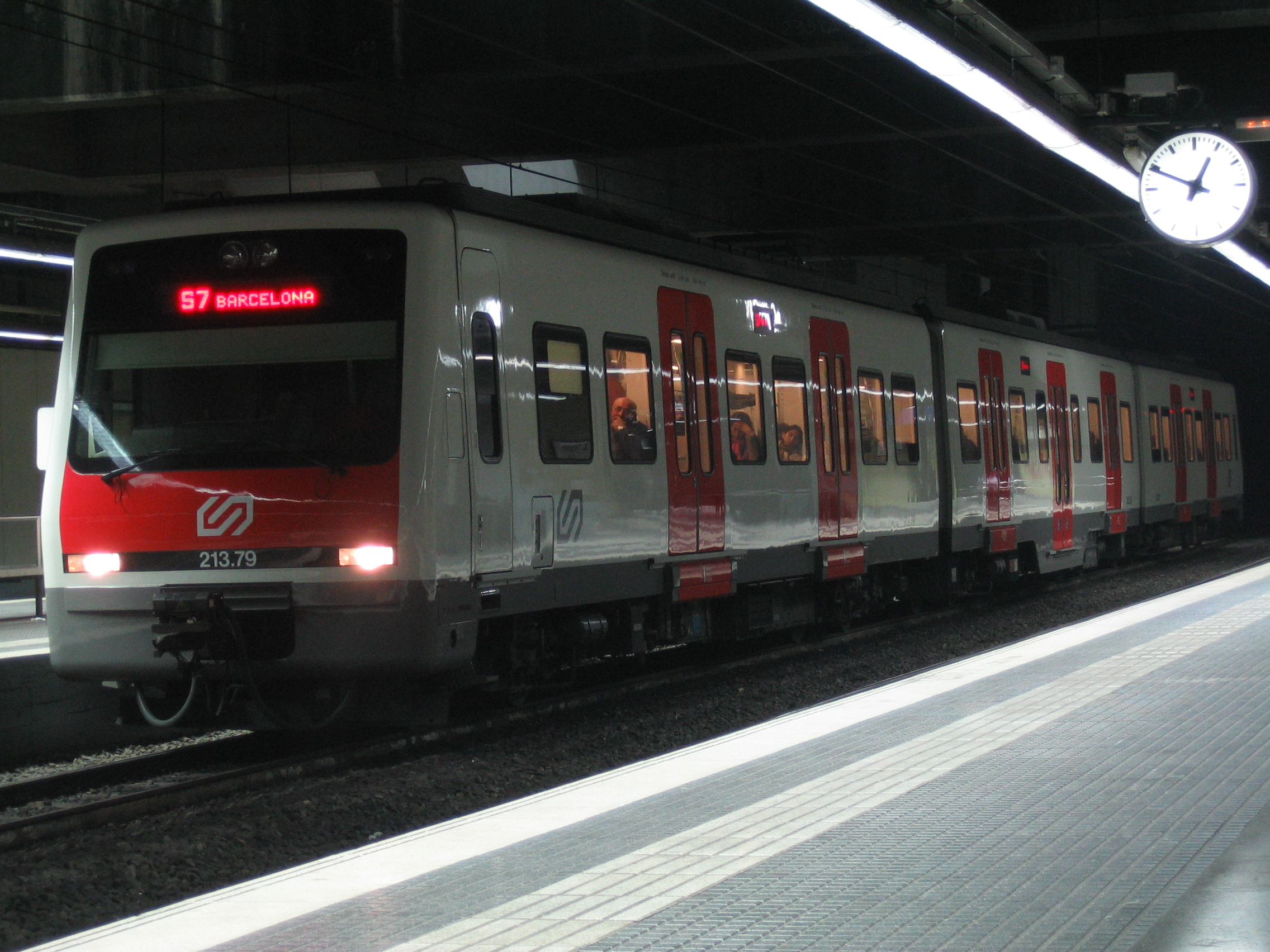
Tren de la sèrie 213 a Hospitalet-Avinguda Carrilet

Unitats de tren de tres cotxes d'ample de via mètric que van entrar en servei entre 1999 i 2006, amb l'objectiu inicial de substituir les sèries 3000 i 5000 de FGC, i posteriorment, la sèrie 211. Actualment, aquesta sèrie està formada per 33 unitats, i donen servei a totes les línies del Metro del Baix Llobregat. A causa del desnivell entre l'andana i la resta del comboi, una part del cotxe central té la plataforma a la mateixa altura que les andanes de les estacions, permetent l'accés per a persones amb mobilitat reduïda.

## Material rodant antic d'FGC

### Sèrie 111

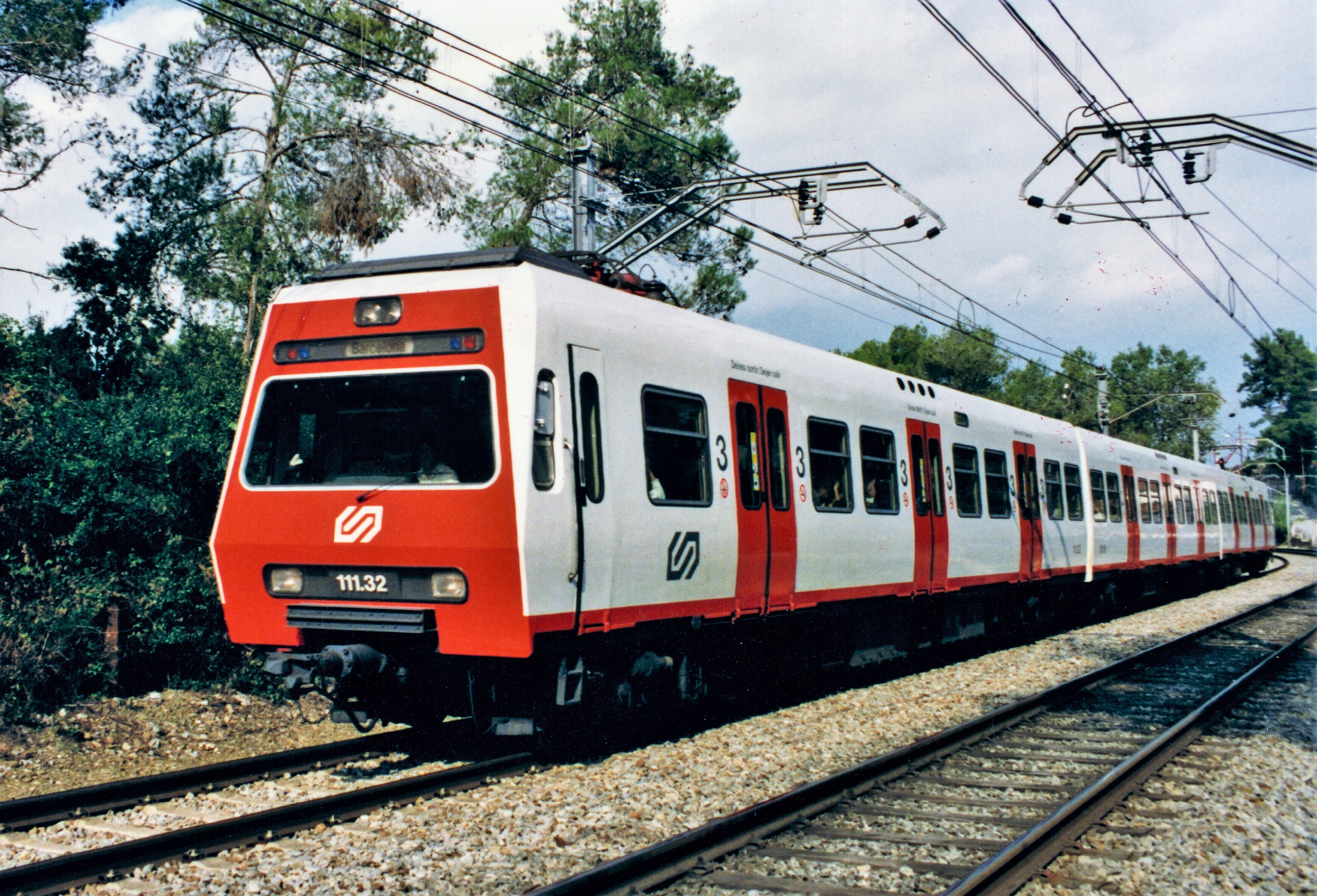
Unitat de la sèrie 111 circulant prop de l'estació de la Floresta.

La sèrie 111 es va construir amb l'objectiu de renovar el material més antic que circulava per la línia Barcelona-Vallès. Els combois van ser construïts per MTM i MACOSA i van ser lliurats entre 1983 i 1987.
En total es van construir 20 unitats de 3 cotxes, formades per dos cotxes motors i un remolc, amb disposició M-R-M. Les composicions feien un total de 61 metres de longitud i l'ample de via dels combois era internacional. Abans de la retirada del servei, els combois prestaven servei a totes les línies del metro del Vallès.
La sèrie es va retirar progressivament entre 2014 i 2015, a mesura que van anar quedant substituïdes per les sèries 113 i 114. Actualment FGC preserva una unitat.

### Sèrie 211

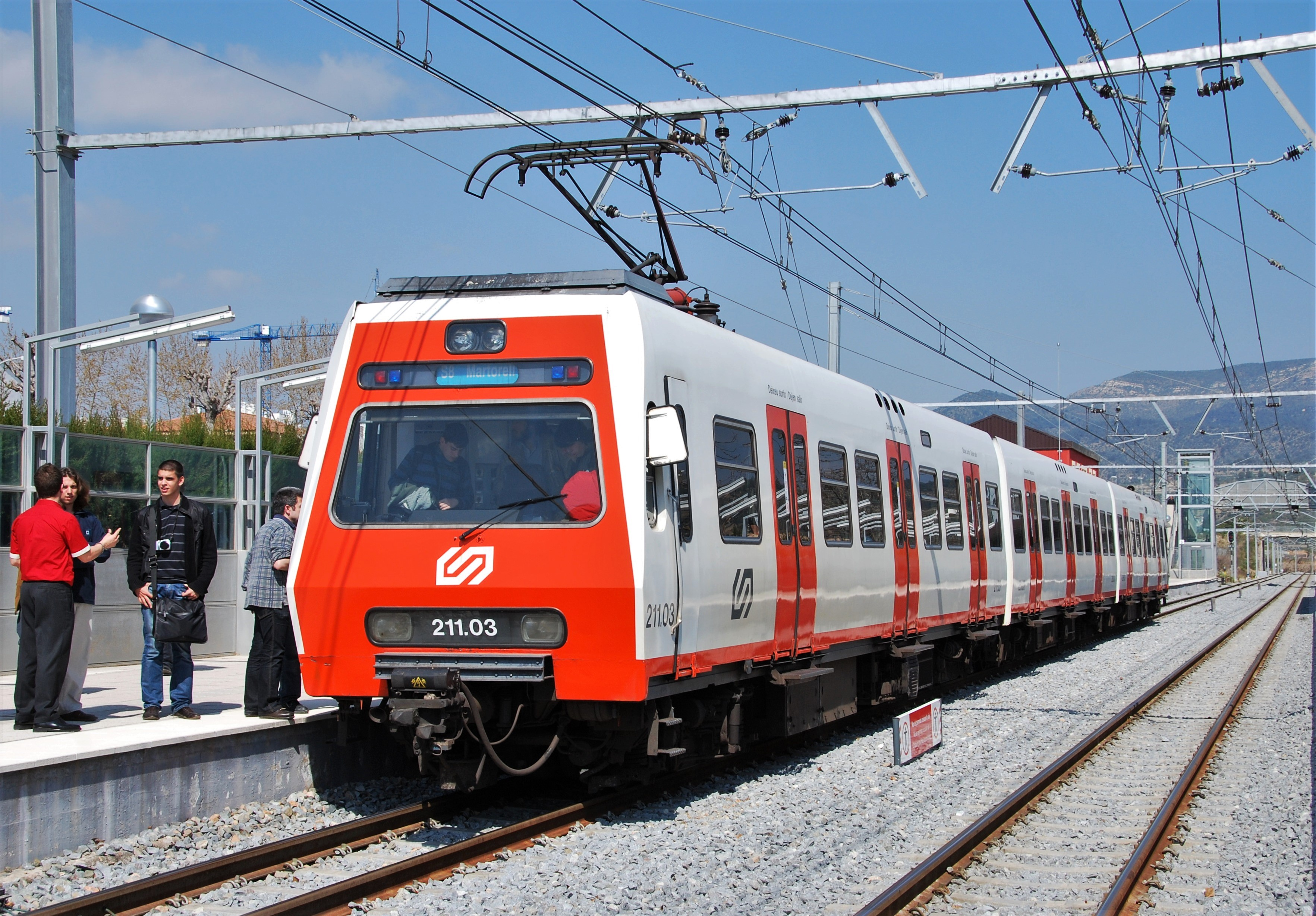
UT 211.03 fent el viatge de comiat al seu pas per Abrera

La sèrie 211 és pràcticament indèntica a la sèrie 111, si bé adaptada a les característiques de la línia Llobregat-Anoia. La diferència més evident és l'ample de via mètric, així com els estreps situats sota les portes per facilitar la pujada i la baixada dels trens, ja que les andanes són més baixes. El parc mòbil de la sèrie consistia en 7 unitats de 3 cotxes (M-R-M) i 3 de 2 cotxes (M-M).
Els trens van entrar en servei entre 1987 i 1988. Van prestar servei fins al 2009, quedant substituïts per la sèrie 213. Un dels motius de la retirada del servei va ser que els trens no eren accessibles per a persones amb mobilitat reduïda, per culpa del desnivell entre l'andana i el tren.

## Material rodant antic de FMB

### Sèrie 100

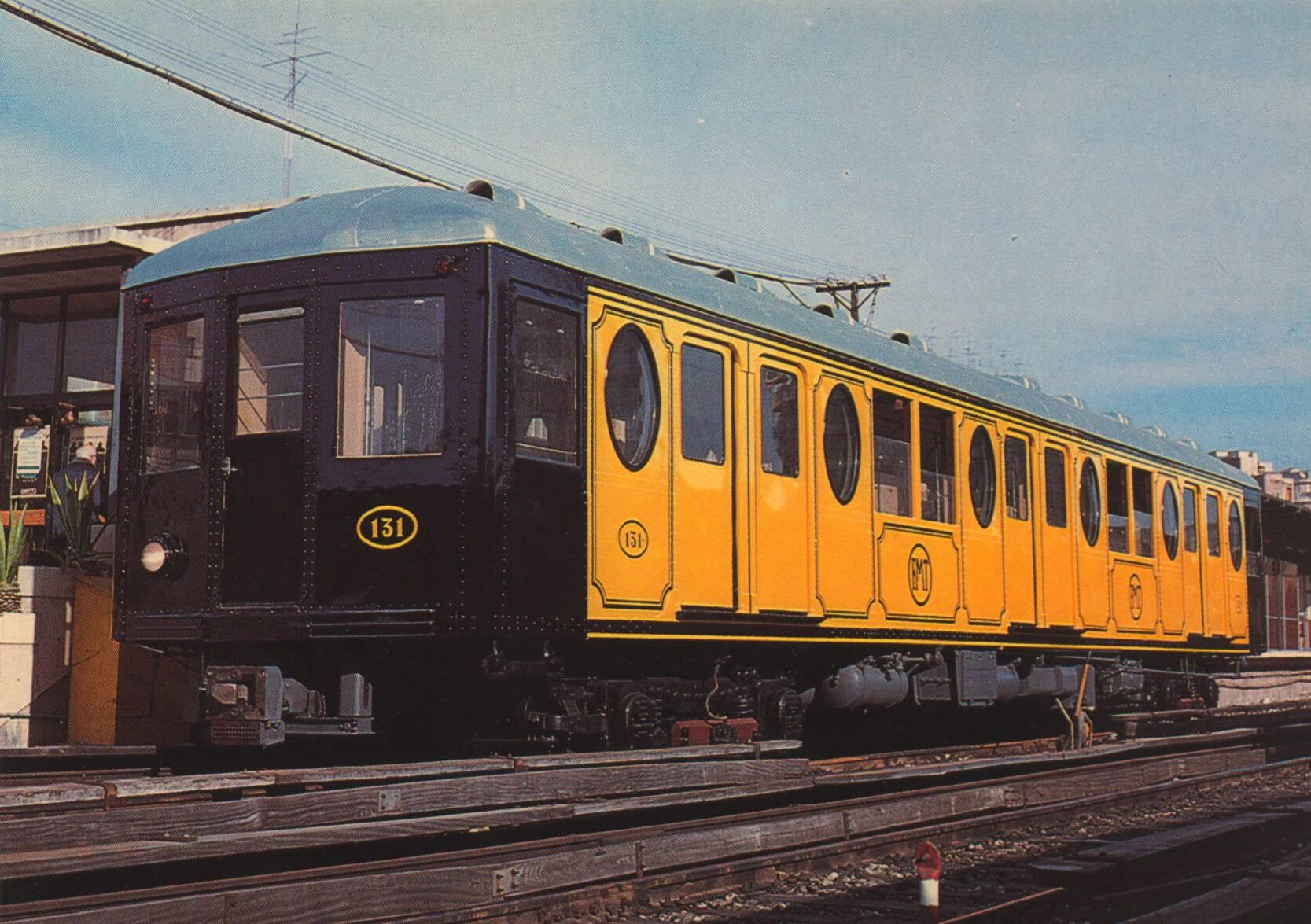
Cotxe 131 de la sèrie 100 estacionat a Bordeta, actualment clausurada.

La sèrie 100 consisteix en els cotxes automotors originals del Metro Transversal (avui línia 1), que van entrar en funcionament l'any 1926. Els combois són d'ample ibèric i fins a la inauguració del metro de Toronto el 1961, van ser els combois de metro més llargs del món, amb 21.900 mm de llargària. La presa de corrent es feia mitjançant patins de contacte superior sobre el tercer carril. També destaquen les tres dobles portes d'accés i les finestres ovalades, que posteriorment van ser eliminades.
Originalment van entrar en servei 10 cotxes automotors, amb cabines a ambdós extrems dels cotxes. El 1929 van adquirir-se dos cotxes més per poder fer front a l'augment de viatgers causat per una baixada de tarifes i per la celebració de l'Exposició Internacional del mateix any a Barcelona. Inicialment els trens circulaven en composicions d'un sol cotxe, tot i que en hores punta es podien fer composicions de dos cotxes. Amb els perllongaments de la L1 fins a Clot el 1951, es van establir composicions de 2 cotxes, ampliats a 3 amb el perllongament fins a Torras i Bages el 1968.
Els combois van ser retirats de la circulació l'any 1979. Inicialment es van preservar 5 cotxes de la sèrie, tot i que actualment només se'n conserven 2.

### Sèrie 200
Actualment queden englobades en la sèrie 200 dues sèries diferents: la sèrie 200A (originalment 200) i la sèrie 200B (originalment 300). Amb la fusió i municipalització del Gran Metro de Barcelona i el Ferrocarril Metropolità Transversal, es va reservar l'espai comprés entre el 300 i el 399 pels cotxes del Gran Metro, de manera que va ser necessari reenumerar els trens de la sèrie 300 del Transversal i incloure'ls amb els de la sèrie 200.

#### Sèrie 200A
Els trens de la sèrie 200A van ser concebuts com una ampliació del parc motor del FMT, de cara a poder absorbir la crescuda del nombre de viatgers i les ampliacions de la línia fins a Santa Eulàlia i Marina. El contracte de compra s'adjudica el 1937 a La Maquinista Terrestre i Marítima, esperant rebre les 4 unitats encarregades l'any 1941, però a causa de la Guerra Civil i per problemes econòmics, no van ser lliurades fins al 1944.
Les unitats de la sèrie 200A eren d'ample ibèric i la presa de corrent es duia a terme per patins de contacte superior situats als bogies. Tots els cotxes eren motors i disposaven de cabines en ambdós extrems. La longitud dels trens era de 16,5 m, més curts que els trens de la sèrie 100. Disposaven de 3 portes d'accés a cada lateral i els seients estaven distribuïts longitudinalment. Inicialment es van retirar del servei a principis dels anys 70, però per manca de material es van reincorporar al servei als anys 80, formant una sola composició de 4 cotxes. Van ser retirats del servei amb la posada en funcionament dels trens de la sèrie 4000.

#### Sèrie 200B
Els trens de la sèrie 200B sorgeixen de la necessitat d'adquirir nou material mòbil per fer front a un augment del nombre de passatgers i per poder suplir les ampliacions del Metro Transversal fins a Sant Andreu. El 1948 la companyia sol·licita la comanda dels cotxes de la sèrie 200B, inicialment previstos per circular amb composicions de dos cotxes motors i un remolc, tot i que finalment es va decidir fer composicions de dos cotxes (un motor i un remolc). Les característiques tècniques eren semblants a les de la sèrie 200A, amb les diferències que aquests trens disposaven de 4 portes a cada costat i també hi havia cotxes remolc.
La construcció es va adjudicar a La Maquinista Terrestre i Marítima (cotxes motors) i a MACOSA (cotxes remolcs). Van entrar en funcionament el 1953. A partir dels anys 60, els trens van passar a circular amb composicions de 3 cotxes, cosa que va provocar deixar sense servei la meitat dels remolcs. A principis dels anys 80 es van adaptar els equips elèctrics per poder fer composicions mixtes de cinc cotxes amb trens de les sèries 200A i 400. Els trens van ser retirats de la circulació pocs anys després, coincidint amb l'entrada dels trens de la sèrie 4000. Tots els cotxes van ser desballestats.

### Sèrie 300
La sèrie 300 està formada per tot el material mòbil provinent del Gran Metro de Barcelona. De fet, consisteix en 4 sèries diferents construïdes entre els anys 20 i els anys 60: 300R, 300S, 300B i 300C.
Tots els cotxes són d'ample internacional. Originalment es van equipar tots els cotxes motors amb pantògrafs, ja que l'electrificació del Gran Metro era amb catenària. Com que entre els anys 70 i 80 es va decidir canviar el sistema d'electrificació de les línies L3 i L4 a tercer carril, va caldre instal·lar patins de contacte inferior a tots els combois.

#### Sèrie 300R
La sèrie 300R és el material mòbil original del Gran Metro. Estava formada per un total de 10 cotxes remolcs i 10 cotxes motors, construïts per la Compañia Euskalduna de Construcción y Reparaciones de Buques.
Els 20 cotxes van entrar en funcionament el 1924, any de la inauguració del Gran Metro. Cada cotxe disposava de dues cabines i seients amb disposició 2+1 alternats, així com seients abatibles als costats de les portes. Inicialment es van agrupar en 10 composicions de 2 cotxes, tot i que en hores vall era possible la circulació de composicions d'un sol cotxe. El 1926 es van convertir 4 remolcs en cotxes motors, per tal de prestar servei al ramal de Correus, però el 1942 es van tornar a convertir en cotxes remolc per tal poder proveir equips als cotxes motors de la sèrie 300S.
A causa de l'envelliment dels trens, a finals dels anys 60 es va procedir a una remodelació dels cotxes. El 1982, en fusionar-se la L3 i la L3B (tram Paral·lel – Zona Universitària), es van instal·lar els frotadors a tots els cotxes motors, per captar electricitat pel tercer carril. De la mateixa manera, es van instal·lar estreps a les portes dels trens, ja que va augmentar el gàlib.
Els cotxes es van anar retirant del servei a mesura que s'anaven introduint els nous combois de la sèrie 3000. El darrer tren va prestar servei comercial el 23 de desembre de 1987. Actualment estan preservats els cotxes 301, 306 i 308, que són exhibits puntualment.

#### Sèrie 300S
Els trens de la sèrie 300S van ser construïts per fer front a un augment del nombre de passatgers del Gran Metro. Els trens són idèntics als trens tipus Salamanca del metro de Madrid (per això el sufix S). A causa de la manca de materials patida durant la postguerra, els trens no disposaven de revestiment exterior i eren del gàlib propi del metro de Madrid, per la qual cosa va ser necessari instal·lar estreps a les portes. Els seients estaven col·locats segons la disposició 1+1, amb seients abatibles al costat de les portes.
El 1941 es va fer la comanda de 4 cotxes (2 motors i 2 remolcs), que van ser entregats el 1944. Als anys 50 es va intentar vendre sense èxit els 4 cotxes al metro de Madrid. Durant els anys posteriors els cotxes van anar incorporant millores. El darrer cotxe va circular fins al 1987.

#### Sèrie 300B
La sèrie 300B consisteix en 10 cotxes (6 motors i 4 remolcs) construïts per Euskalduna entre 1949 i 1959. Els cotxes són una evolució de les sèries Bulevares del metro de Madrid, però amb un gàlib més ample i semblant al del Gran Metro. Tal com va passar amb la sèrie 300S, els cotxes no disposaven de recobriment exterior. La disposició dels seients era 2+1 i tant els cotxes motors com els remolcs disposaven de cabina.
Els combois van ser retirats del servei progressivament entre els anys 70 i els anys 80. Tots els cotxes van ser desballestats.

#### Sèrie 300C
Es pot considerar la sèrie 300C com una evolució de la sèrie 300B. Es van construir un total de 18 cotxes motors i 24 remolcs entre 1962 i 1970. Els combois van ser destinats originalment al Gran Metro, així com al primer tram de la línia 5 (Collblanc – Diagonal). A diferència de les subsèries B i S, aquests trens sí que disposaven de recobriment exterior. Els seients estaven disposats amb una configuració 2+1.
El 1972 uns quants combois van ser equipats amb patins, per tal de poder circular per la línia 4, que estava electrificada mitjançant tercer carril. Aquestes unitats van tornar a la línia 3 un cop es va fusionar amb la línia 3B. Els trens van estar en funcionament fins al 1987, quan es van retirar del servei juntament amb la resta de subsèries de la sèrie 300.

### Sèrie 400

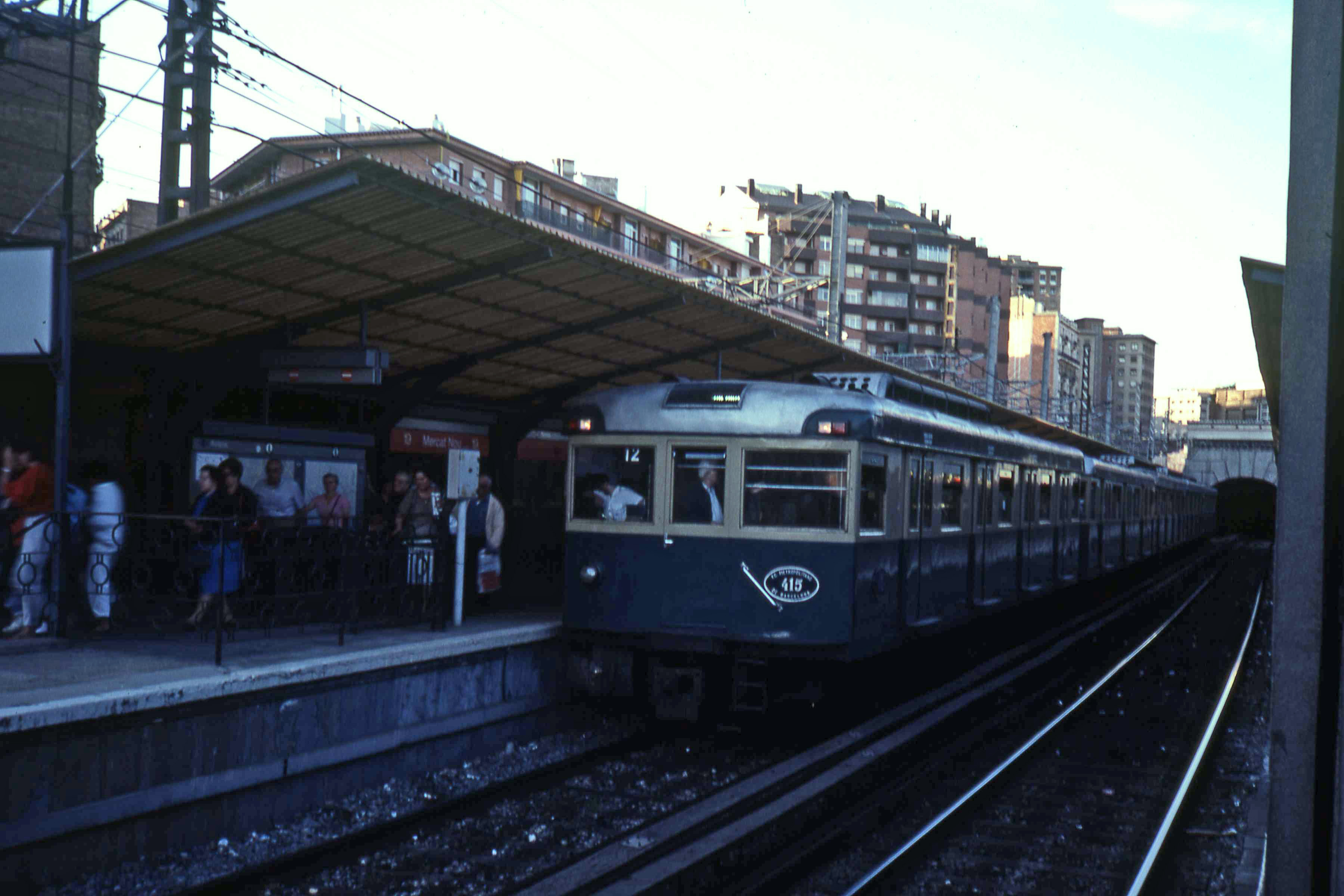
Composició de la sèrie 400 a Mercat Nou, poc temps abans de ser retirada del servei

La sèrie 400, d'ample de via ibèric i presa de corrent amb patins de contacte superior respecte el tercer carril, va ser construïda amb la intenció de fer front a l'augment de passatgers previst a la línia 1 fruit de l'obertura de la línia 2 (actualment línia 5). Originalment van ser projectats per circular amb composicions de 3 cotxes (M-R-M), tot i que el projecte preveia que es poguessin ampliar a 4 o 5 cotxes en el futur.
Els trens de la sèrie 400 corresponen a una evolució de la sèrie 200A amb equipaments més moderns. La construcció dels combois va ser duta a terme per MTM i MACOSA entre 1958 i 1968. Durant aquests deu anys es van construir 60 cotxes motors i 20 remolcs. Els trens van anar incorporant millores a la carrosseria i en l'interiorisme i en el nombre de cabines, segons anava avançant la fabricació durant aquests 10 anys. Així doncs es poden distingir 3 tipus diferents de trens de la sèrie 400.
Els primers trens van entrar en servei el 1958. Els trens del primer tipus van incorporar progressivament les millores aplicades d'origen als trens de tipus 2 i 3. Als anys 80, amb l'inici de l'explotació de combois de 5 cotxes, els cotxes de la sèrie 400 van ser intercalats amb altres cotxes de les sèries 200A i 200B. Els trens de la sèrie 400 van ser retirats definitivament el 1989, a causa de la substitució de tot el material existent de la línia 1 per trens de la sèrie 4000.
Actualment només està preservat el cotxe 425, que ha estat reenumerat com a cotxe 433.

### Sèrie 600

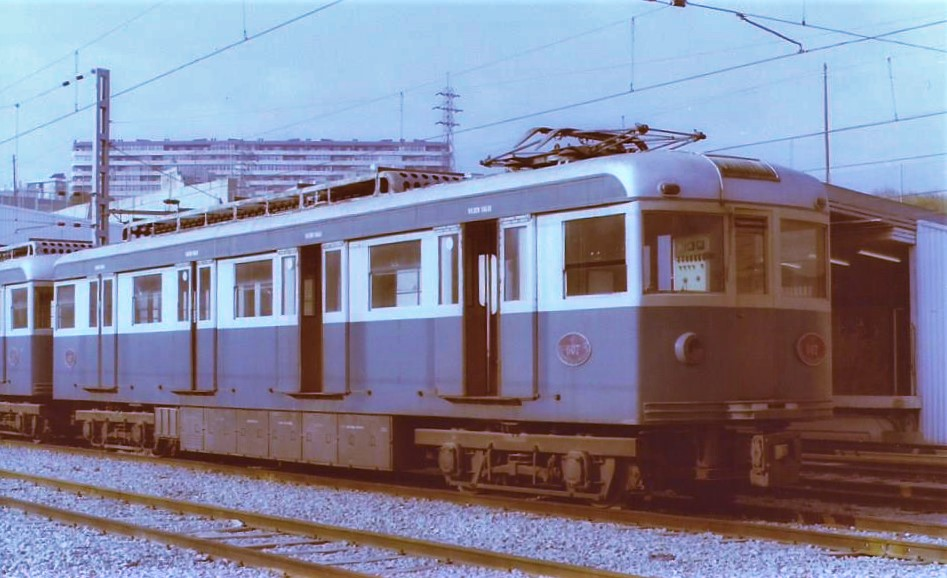
Cotxe motor 607 estacionat a les cotxeres de Can Boixeres

Sèrie formada per 14 automotors distribuïts en set composicions de dos cotxes, inicialment destinats a l'antiga línia 2 (corresponent al tram Horta – Sagrera de la línia 5) del Metro de Barcelona. Les característiques tècniques eren semblants a les dels trens de la sèrie 400, tot i que adaptades a ample estàndard, al gàlib de la línia 2 i amb pantògrafs.
Van ser els primers metros del món en tenir un sistema de conducció automàtica (ATO), basat en sistema cèl·lules fotoelèctriques que va ser testejat entre 1961 i 1962 i posat en marxa pel servei comercial a partir de 1963. L'ATO va estar vigent fins a la fusió de la línia 2 amb la línia 5 el 1970.
Els trens van entrar en servei l'any 1959 i es van retirar de la circulació el 1976, quan tot el servei de la línia 5 va quedar cobert pels trens de la sèrie 1000. Posteriorment, vuit d'ells van passar al Tren de Sarrià de FGC, on van prestar servei entre 1981 i 1985.

### Sèries 1000 i 1100

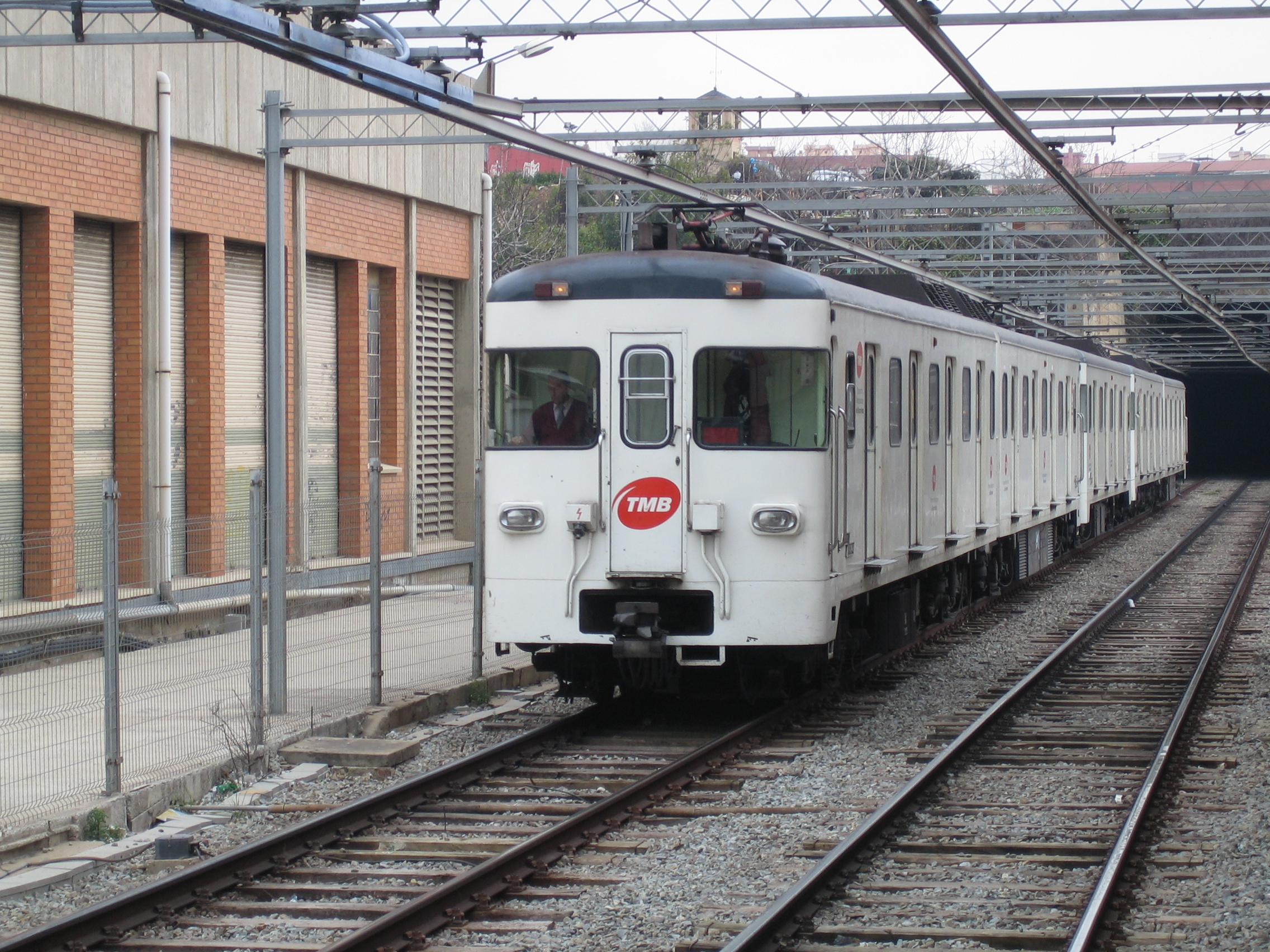
Unitat de la sèrie 1000 entrant a l'estació de Can Boixeres

Els combois de la sèrie 1000 i la subsèrie 1100 van ser destinats a les línies de metro obertes durant la dècada dels anys 70: L3B, L4 i L5. La diferència principal entre les dues subsèries recau en el mètode de presa de corrent: els de la subsèrie 1000 ho fan amb pantògraf i estan destinats a circular en línies amb catenària, mentre que els de la sèrie 1100 ho fan amb patins de contacte inferior, per circular per línies amb tercer carril, si bé els cotxes motors tipus B també disposaven de pantògrafs.
Els trens van ser construïts per MTM i MACOSA. Les primeres unitats es van rebre el 1970 i van ser destinades a la línia 5 fins a la seva retirada l'any 2007. Pel que fa a la subsèrie 1100, els trens van entrar en servei progressivament entre 1974 i 1979 i originalment van ser assignats a la línia 3B i la línia 4. Per tal de permetre composicions de 5 cotxes, es van construir remolcs tant per la sèrie 1000 (enumerats 1300), com per la sèrie 1100 (enumerats 1400). Els remolcs de la sèrie 1300 van entrar en servei entre 1982 i 1983, permetent composicions MA-MB-R-MA-MB. Per la seva banda, els remolcs de la sèrie 1400 ho van fer entre 1984 i 1986, i es diferenciaven tant per tenir els testers plans, com per la posició del remolc dins de la composició (MA-MB-MA-R-MB) o per la disposició dels seients en 2+2. Els trens de la sèrie 1100 que circulaven per la línia 3B són finalment destinats a la L4.
La primera millora important dels trens arriba als anys vuitanta, amb la incorporació d'equips d'aire condicionat. A finals dels anys 80 s'inicia la remodelació interior dels combois, que resulten amb un estil similar als dels trens de la sèrie 3000 i 4000, si bé mantenint la disposició longitudinal dels seients. La reforma dels trens de la sèrie 1100 arriba deu anys més tard. Una altra millora va consistir en la implantació del sistema d'anunci automàtic de les estacions, implementat a mitjan anys 90 als trens de la sèrie 1000 i pocs anys abans de la retirada dels combois a la sèrie 1100. El 2002 es va canviar el sistema d'electrificació de la línia 4, passant de tercer carril a catenària rígida, de manera que es va optar per instal·lar pantògrafs als cotxes motors que encara no en tenien.
Els trens van ser retirats de la circulació entre 2005 i 2007 a la L5, i entre 2007 i 2009 es van retirar a la L4.

### Sèrie 3000 i 4000

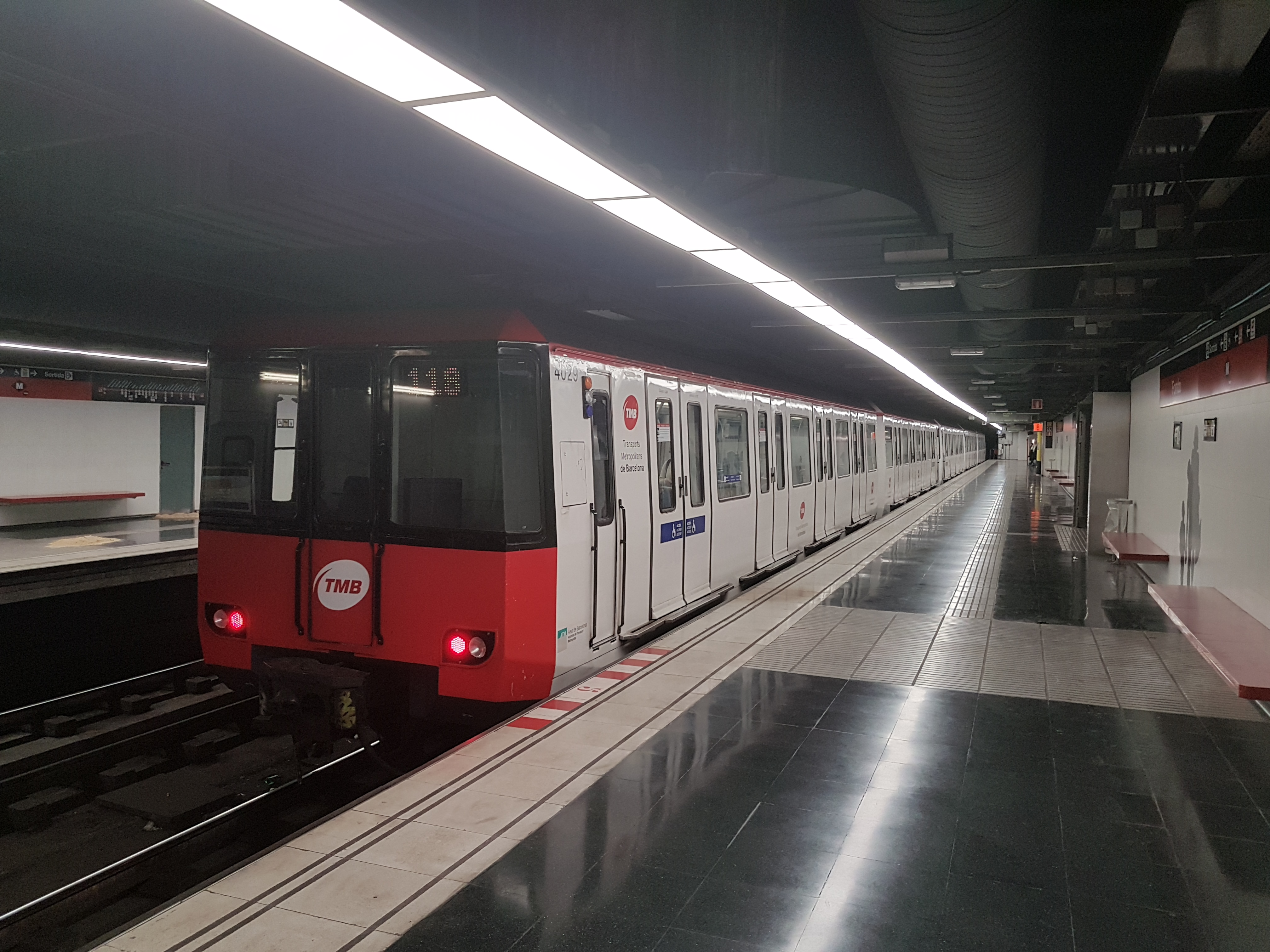
Tren de la sèrie 4000 a Fondo

Les sèries 4000 es van concebre conjuntament l'any 1984, i van entrar en servei entre el 1987 i 1990, amb l'objectiu de renovar el material existent a L1 i la els de la sèrie 4000 són d'ample ibèric i estan destinats a la L1.
Inicialment la presa de corrent es feia mitjançant patins de contacte superior (sèrie 4000), ja que l'electrificació de les línia 1 va ser mitjançant tercer carril fins al 2002. Des de l'inici també anaven equipats amb pantògrafs, ja que les cotxeres estaven electrificades amb catenària. Des del 2002 els pantògrafs s'utilitzen per circular per la línia. Aquestes sèries foren les primeres en incorporar ATO (conducció automàtica, si bé assistida pel motorista), aire condicionat, megafonia amb anuncis automàtics, plànols de línia amb tecnologia LED, indicadors del costat d'obertura de les portes i obertura manual de les portes mitjançant una maneta.
Els combois van ser construits per CAF, MTM i MACOSA. Els 24 combois de la sèrie 4000 ho van fer a la L1 entre 1987 i 1990. En La línia 1 circulen composicions de 5 cotxes, disposats de la següents forma: MA-MB-MA-R-MB.
Entre 2007 i 2013 es van renovar els combois d'ambdues sèries. Els canvis més significatius van ser la incorporació d'anelles d'interconnexió entre cotxes, el canvi a seients disposats lateralment, la modificació de les barres verticals i la instal·lació de càmeres de videovigilància. Exteriorment, es va pintar els frontals i la part superior dels laterals de color vermell corporatiu de TMB, es va substituir els indicadors del nombre de torn per panells LED i es van canviar els fars.